# Kurzer Prozeß (1967)
Kurzer Prozeß ist ein deutscher Kriminalfilm aus dem Jahr 1967, der unter der Regie von Michael Kehlmann entstand. Die Uraufführung fand am 24. November 1967 in München statt. Der Film basiert auf Motiven des Romans Kurzer Prozeß (Originaltitel: Investigations Are Proceeding) von Jeffrey Ashford aus dem Jahr 1961 (deutsche Ausgabe von 1964).

## Handlung
Bezirksinspektor Pokorny wurde vor vier Jahren von Wien in die – fiktive – österreichische Bezirkshauptstadt Mühlstadt versetzt, nachdem er im Dienst einem Tatverdächtigen zwei Ohrfeigen verpasst hatte. Dort muss er sich, wie er sagt, „mit idiotischen G’scherten abgeben, die sich gegenseitig die Hendln stehlen“. Kurzer Prozess wurde nun dem Polizisten Oberwachmann Janisch gemacht, der für einen Raubüberfall auf das Postamt in Litzelsdorf für sieben Jahre ins Zuchthaus muss. Seine Kollegen werden von höherer Stelle dazu angehalten, die Ehre der Polizei wiederherzustellen und die wahren Täter zu fassen. Zeitgleich müssen sie sich mit einer Vielzahl von weiteren Fällen beschäftigen.
So ermitteln sie im Fall des angeblich erhängt vorgefundenen 13-jährigen Walter Nagler und in der Vermisstensache Eduard von Hartenbach, der von seiner Stieftochter, der Schauspielerin Karin Nieburg, gesucht wird. Nach einigen Rückschlägen kann der Mord an Walter Nagler dem von Beginn an verdächtigen trunksüchtigen Vater des Buben nachgewiesen werden. Seine Ehefrau schildert nach anfänglichem Schweigen eindringlich das Tatgeschehen. Auch im Fall von Hartenbach wird nach dem Auffinden der Leiche des Vermissten auf dem Grundstück seiner Villa zunächst wegen Mordes ermittelt. Doch der Befund der Gerichtsmedizin stellt eindeutig eine natürliche Todesursache fest. Pokorny ermittelt in diesem Fall allerdings weiter, da im Zuge der Ermittlungen festgestellt wurde, dass Oberwachmann Janisch, ohne es zu wissen, die beiden Hausangestellten, die Gebrüder Sandner, bei dem Vergraben der Leiche beobachtet hat. Diese hatten zuvor in Zürich einen Kassenboten überfallen und die Beute unter dem Namen Eduard von Hartenbachs bei der Mühlstädter Raiffeisenbank deponiert.
Um den Koffer mit der Beute auch nach dem plötzlichen, natürlichen Tod von Hartenbachs herausgegeben zu bekommen, musste sein Tod zunächst unbemerkt bleiben. Aus diesem Grund wurde Janisch durch den ihm zur Last gelegten Überfall auf das Postamt, den in Wahrheit die Brüder Sandner verübt haben, aus dem Verkehr gezogen. Janisch wird freigelassen und Pokorny kann die Gebrüder Sandner durch Hilfe seines Unterweltfreundes Wokupetz, der ihm aus Anhänglichkeit von Wien nach Mühlstadt gefolgt ist und ihn dort begleitet, fassen und überführen.

## Hintergrund
Der Film wurde von Michael Kehlmann im Rahmen eines Vertrages mit dem Bayerischen Rundfunk produziert. Wegen seiner Vorliebe für Helmut Qualtinger und des Wissens um sein Talent gab er ihm in Kurzer Prozeß eine durchgehende Rolle. Der Film wurde am 1. Juni 1969 im Bayerischen Fernsehen erstausgestrahlt. Zuvor wurde er im Kino ausgewertet.
2006 wurde der Film in die erste Staffel der DVD-Reihe Der österreichische Film aufgenommen.

## Kritik
Die zeitgenössische Kritik zeigt sich teilweise wenig begeistert. Der Spiegel meint anlässlich der Fernsehausstrahlung:

„Die sozialkritische Raunz-Rolle ist dem Kabarettisten Qualtinger (‚Der Herr Karl‘) vom langjährigen Partner Carl Merz (…) nach einem britischen Kriminalroman auf den fülligen Leib geschneidert worden. Gemeinsam mit dem Regisseur Kehlmann hat Merz die Handlung aus dem britischen Proletariat ins österreichische Dorfmilieu verlegt. Soviel wie bei seinem kürzlich verhunzten ‚Julius Cäsar‘ konnte Kehlmann dabei nicht verderben – dank Qualtingers massiger Präsenz. Aber wenn er eine Kriminalsekretärin (Bruni Löbel) beim Kaffeeservieren gleich fünfmal zum Niesen reizt, gibt Pokorny allemal auch den rechten Kommentar zur Inszenierung: ‚I bin‘, schnauzt er, ‚überhaupt bedient.‘“

Zu einer positiveren Einschätzung gelangte kurz nach der Uraufführung der Evangelische Filmbeobachter: 

„Österreichisch-deutscher Kriminalfilm, der nicht mit Spannung und Effekten arbeitet, sondern den Weg der detaillierten Milieubeschreibung geht. Brauchbare Unterhaltung, interessant besonders durch den Hauptdarsteller Helmut Qualtinger.“

Dagegen äußern sich spätere Kritiker:

„Kurzer Prozess ist ein Klassiker des deutschsprachigen Kriminalfilms, wurde ursprünglich für das Fernsehen produziert, jedoch zunächst im Kino ausgewertet. Den Traditionen des gehobenen Kriminalromans folgend, ist für die Drehbuchautoren Kehlmann und Merz dabei nicht so sehr das Verbrechen oder das Ergreifen des Täters vorrangig, sie zeichnen vielmehr eine soziale Studie, wie Menschen auf Verbrechen reagieren, was sich an Aufgestautem dadurch in ihnen Bahn bricht.“

„Michael Kehlmanns Kurzer Prozess gehört zu den wenigen wirklich sehenswerten österreichischen Filmen der 60er Jahre. ‚Der Reiz des Films liegt u. a. in der bösen Beobachtung kleinstädtischer Verhältnisse. Mühlstadt, der Schauplatz des Films, präsentiert dem Beobachter ein Panoptikum österreichischer Seelenzustände und Charaktertypen.‘ (Alexander Horwath)“